# Dominik Berger
Dominik Berger (* 11. April 1983 in Oberstdorf) ist ein ehemaliger österreichischer Triathlet. Er wird in der Bestenliste Österreicher Triathleten auf der Ironman-Distanz geführt.

## Werdegang
1998 startete Dominik Berger in Zell am See bei seinem ersten Triathlon und seit 2001 für den Österreichischen Triathlonverband.

### Juniorenstaatsmeister Winter-Triathlon 1999
1999 wurde er Österreichischer Meister im Wintertriathlon und 2002 Zweiter bei den Österreichischen Triathlon-Staatsmeisterschaften der Junioren. 2001 und erneut 2002 konnte er am Bodensee den Brigantium Triathlon über die olympische Distanz gewinnen.
Er startete vorwiegend bei Triathlon-Bewerben über die olympische Distanz (1,5 km Schwimmen, 40 km Radfahren und 10 km Laufen) teil. Auch sein Vater Helmut ist seit vielen Jahren als Triathlet aktiv und startet in der Altersklasse auch auf der Langdistanz.
Im April 2011 startete Dominik Berger in Südafrika erstmals über die Lang- oder Ironman-Distanz (3,86 km Schwimmen, 180,2 km Radfahren und 42,195 km Laufen) und belegte unter 1800 Startern als bester Österreicher den elften Rang.

### Ironman Hawaii 2013
Im August 2013 sammelte er mit seinem sechsten Platz beim Ironman Canada erstmals eine ausreichende Anzahl Punkte im Kona Pro Ranking System der WTC für einen Startplatz beim Ironman Hawaii, wo er im Oktober den 53. Rang belegte (29. Rang in der Profi-Wertung).
2015 wurde er Dritter bei der Triathlon-Staatsmeisterschaft auf der Kurzdistanz und auf der Mitteldistanz. Dominik Berger wurde trainiert von Marcel Diechtler – dem Mann von Kate Allen (Olympiasiegerin von 2004). Er war Mitglied des Skinfit Racing Team und lebt heute in Wolfurt. Im September 2015 erklärte er den Trans Vorarlberg Triathlon zu seinem letzten Start als Profi-Athlet.
Seit Mai 2017 ist Dominik Berger  verheiratet. Er ist im Organisationsteam des Trans Vorarlberg Triathlons tätig.

## Sportliche Erfolge
| Datum/Jahr    | Rang | Wettbewerb                                             | Austragungsort | Zeit        | Bemerkung |
| ------------- | ---- | ------------------------------------------------------ | -------------- | ----------- | --- |
| 5. Sep. 2015  | 10   | Trans Vorarlberg Triathlon                             | Bregenz        | 04:19:26,9  | |
| 15. Aug. 2015 | 8    | Jannersee Triathlon                                    | Lauterach      | 00:44:57    | auf der Sprintdistanz (400 m Schwimmen, 16 km Radfahren und 4 km Laufen)                                                                                   |
| 19. Juli 2015 | 3    | ÖTRV Staatsmeisterschaft Triathlon Mitteldistanz       | Obertrum       | 04:18:20    | beim Trumer Triathlon |
| 28. Juni 2015 | 3    | ÖTRV Staatsmeisterschaft Triathlon Kurzdistanz         | Kitzbühel      | 01:53:45    | beim Kitzbühel-Triathlon Staatsmeisterschaft über die olympische Distanz.                                                                                  |
| 14. Juni 2015 | 2    | Triathlon Ingolstadt                                   | Ingolstadt     | 03:47:25    | Zweiter auf der Mitteldistanz |
| 31. Aug. 2014 | 5    | Trans Vorarlberg Triathlon                             | Bregenz        | 04:10:53    | Vorarlberger Landesmeister |
| 24. Aug. 2014 | 4    | Allgäu Triathlon                                       | Immenstadt     | 04:27:37    | Vierter bei der Allgäu-Classic – hinter dem Sieger Maurice Clavel                                                                                          |
| 16. Aug. 2014 | 4    | Jannersee Triathlon                                    | Lauterach      | 00:43:59    | hinter dem Sieger Paul Reitmayr |
| 26. Aug. 2012 | 7    | Trans Vorarlberg Triathlon                             | Bregenz        | 04:19:42    | |
| 21. Juli 2012 | 9    | Allgäu Triathlon                                       | Immenstadt     | 04:09:28    | als bester österreichischer Starter bei der Deutschen Triathlon-Meisterschaft auf der Mitteldistanz im Rahmen der Allgäu Classic                           |
| 9. Juni 2012  | 2    | Kirchbichl Triathlon                                   | Kirchbichl     |             | |
| 3. Juni 2012  | 2    | Luschnouar Ironmännli                                  | Lustenau       | 00:49:50,8  | Zweiter hinter Paul Reitmayr |
| 20. Mai 2012  | 17   | Ironman 70.3 Austria                                   | St. Pölten     | 04:06:41    | |
| 4. Sep. 2011  | 5    | Ironman 70.3 Ireland                                   | Galway         |             | |
| 21. Aug. 2011 | 6    | Jannersee Triathlon                                    | Lauterach      | 00:44:14    | Vierter bei der Vorarlberger Landesmeisterschaft auf der Sprintdistanz                                                                                     |
| 7. Aug. 2011  | 2    | Krems Triathlon                                        | Krems          |             | Zweiter hinter Franz Höfer |
| 26. Juni 2011 | 1    | Internationales Triathlon-Meeting                      | Innsbruck      | 01:58:40,26 | |
| 12. Juni 2011 | 10   | 5150 Klagenfurt                                        | Klagenfurt     | 02:00:13    | |
| 5. Juni 2011  | 3    | Luschnouar Ironmännli                                  | Lustenau       | 00:49:34,9  | auf der Sprintdistanz |
| 22. Mai 2011  | 12   | Ironman 70.3 Austria                                   | St. Pölten     | 04:07:02    | [ 8 ] |
| 18. Sep. 2010 | 19   | Alpen-Triathlon                                        | Schliersee     | 02:05:35    | bei der Internationalen Deutschen Meisterschaft im Triathlon über die olympische Distanz (1,5 km Schwimmen, 40 km Radfahren und 10 km Laufen)              |
| 12. Sep. 2010 | 3    | Krems Triathlon                                        | Krems          |             | |
| 5. Sep. 2010  | 2    | ÖTRV Staatsmeisterschaft Triathlon Mitteldistanz       | Saalfelden     | 03:50:54    | Österreichischer Vizestaatsmeister über die Mitteldistanz (2 km Schwimmen, 80 km Radfahren und 22 km Laufen) bei der Tri Motion Saalfelden                 |
| 22. Aug. 2010 | 1    | Jannersee Triathlon                                    | Lauterach      | 00:42:28    | Sieg bei der Landesmeisterschaft Vorarlberg auf der Sprintdistanz (403 m Schwimmen, 15,75 km Radfahren und 4,007 km Laufen).                               |
| 18. Juli 2010 | 1    | Mostiman Triathlon                                     | Wallsee        | 01:48:12    | Sieg im Mostviertel auf der olympischen Distanz neben Bettina Zelenka bei den Frauen                                                                       |
| 12. Juni 2010 | 4    | Vienna City Triathlon                                  | Wien           | 01:55:13    | auf der olympischen Distanz (1,5 km Schwimmen, 40 km Radfahren, 10 km Laufen)                                                                              |
| 6. Juni 2010  | 3    | Luschnouar Ironmännli                                  | Lustenau       | 00:53:32,1  | dritter Rang auf der Sprintdistanz |
| 22. Mai 2010  | 51   | ITU Triathlon European Cup                             | Senec          | 01:58:34    | auf der olympischen Distanz |
| 18. Apr. 2010 | 46   | ITU Triathlon Weltcup                                  | Monterrey      | 02:01:19    | Berger wurde auf der Radstrecke in einen Sturz verwickelt, konnte das Rennen aber dennoch beenden.                                                         |
| 2010          | 2    | ÖTRV Triathlon Cup                                     | Krems          |             | Zweiter hinter Christoph Kullnig |
| 5. Juli 2009  | 1    | Moorbad-Triathlon Eglofs                               | Eglofs         | 00:58:56    | Sieger auf der Volksdistanz (500 m Schwimmen, 20 km Radfahren und 5 km Laufen)                                                                             |
| 13. Sep. 2008 | 4    | ÖTRV Staatsmeisterschaft Triathlon Kurzdistanz         | Wien           | 01:48:07    | Österreichische Staatsmeisterschaft auf der olympischen Distanz – im Rahmen des Vienna City Triathlon (1,5 km Schwimmen, 40 km Radfahren und 10 km Laufen) |
| 2008          | 63   | Alpen-Triathlon                                        | Schliersee     | 02:13:01    | |
| 17. Nov. 2007 | 4    | ITU Triathlon African Cup                              | Mombasa        | 01:58:04    | |
| 3. Nov. 2007  | 4    | ITU Triathlon African Cup                              | Troutbeck      | 02:04:33    | |
| 17. Juli 2005 | 20   | ETU Short Distance Triathlon European Championship U23 | Sofia          | 01:57:40    | bei der U23-Triathlon-Europameisterschaft – nur eine Sekunde hinter seinem Team-Kollegen Paul Reitmayr                                                     |
| 2004          | 7    | ETU Short Distance Triathlon European Championship U23 | Tiszaújváros   |             | bei der U23-Triathlon-Europameisterschaft – in der Team-Wertung mit Paul Reitmayr und Christian Fridrik                                                    |
| 11. Aug. 2002 | 1    | Brigantium Triathlon                                   | Bregenz        |             | |
| 2002          | 2    | ÖTRV Staatsmeisterschaft Triathlon Junioren            | Mieming        | 01:14:39    | zweiter Rang hinter Andreas Giglmayr und vor Paul Reitmayr                                                                                                 |
| 2002          | 3    | Luschnouar Ironmännli                                  | Lustenau       |             | dritter Rang auf der Sprintdistanz (0,5 km Schwimmen, 20 km Radfahren und 5 km Laufen) hinter dem Schweizer Sieger Christoph Mauch                         |
| 26. Aug. 2001 | 1    | Brigantium Triathlon                                   | Bregenz        | 02:12:23,5  | am Bodensee über die olympische Distanz |

| Datum/Jahr    | Rang | Wettbewerb             | Austragungsort    | Zeit     | Bemerkung                                                                                               |
| ------------- | ---- | ---------------------- | ----------------- | -------- | --- |
| 23. Mai 2015  | DNF  | Ironman Lanzarote      | Puerto del Carmen | –        | |
| 27. Sep. 2014 | 23   | Ironman Mallorca       | Alcúdia           | 09:07:30 | bei der Erstaustragung auf Mallorca                                                                     |
| 29. Juni 2014 | 15   | Ironman Austria        | Klagenfurt        | 08:36:20 | |
| 17. Mai 2014  | 30   | Ironman Lanzarote      | Puerto del Carmen | 09:39:57 | |
| 12. Okt. 2013 | 53   | Ironman Hawaii         | Hawaii            | 09:01:50 | 29. Rang in der Profi-Wertung                                                                           |
| 25. Aug. 2013 | 6    | Ironman Canada         | Penticton         | 09:00:24 | |
| 18. Aug. 2013 | 8    | Ironman Mont-Tremblant | Québec            | 08:44:24 | |
| 7. Juli 2013  | 17   | Ironman Germany        | Frankfurt         | 08:32:23 | persönliche Bestzeit bei der Ironman-Europameisterschaft                                                |
| 18. Mai 2013  | 15   | Ironman Texas          | The Woodlands     | 09:07:31 | |
| 14. Apr. 2013 | 8    | Ironman South Africa   | Port Elizabeth    | 08:43:53 | |
| 9. Sep. 2012  | 11   | Ironman Wisconsin      | Madison           | 09:11:34 | |
| 1. Juli 2012  | DNF  | Ironman Austria        | Klagenfurt        | –        | Rennabbruch auf der Laufstrecke mit Magenproblemen                                                      |
| 20. Nov. 2011 | 31   | Ironman Arizona        | Tempe             | 09:02:52 | zehntschnellster Schwimmer (48:46 Minuten) bei seinem dritten Start auf der Ironman-Distanz             |
| 3. Juli 2011  | 21   | Ironman Austria        | Klagenfurt        | 08:45:32 | |
| 10. Apr. 2011 | 11   | Ironman South Africa   | Port Elizabeth    | 08:52:24 | Bei seinem ersten Start auf der Langdistanz war Berger Siebter nach der Schwimmdistanz (48:57 Minuten). |

| Datum/Jahr    | Rang | Wettbewerb            | Austragungsort | Distanz      | Zeit    | Bemerkung |
| ------------- | ---- | --------------------- | -------------- | ------------ | ------- | --------- |
| 25. Apr. 2011 | 20   | Bludenz läuft         | Bludenz        | Halbmarathon | 1:22:05 |           |
| 8. Mai 2010   | 36   | Innsbrucker Stadtlauf | Innsbruck      | 10.000 m     | 35:13   |           |

| Datum/Jahr    | Rang | Wettbewerb                                            | Austragungsort | Zeit        | Bemerkung |
| ------------- | ---- | ----------------------------------------------------- | -------------- | ----------- | --- |
| 19. Jan. 2014 | 2    | 1. WinTri Faistenau                                   | Faistenau      | 01:12:24.90 | Im Team mit Philip Pertl und Christoph Kullnig – witterungsbedingt musste das Rennen als Cross-Duathlon ausgetragen werden (4,2 km Crosslauf, 18 km Mountainbike und 4,2 km Crosslauf) |
| 2002          | 2    | ETU Winter Triathlon European Championship Junior Men | Achensee       |             | Zweiter in der Klasse Junioren männlich |
| 1999          | 1    | ÖTRV Staatsmeisterschaft Winter-Triathlon Junioren    | Osterreich     |             | |

(DNF – Did Not Finish)